# Teri Polo
Teri Polo (geboren als Theresa Elizabeth Polo; Dover, 1 juni 1969) is een Amerikaans actrice. Ze is vooral bekend van haar rol als Pam Martha Byrnes in de film Meet the Parents (2000), het vervolg Meet the Fockers (2004) en het derde deel Meet the Parents: Little Fockers (2010). Tevens was ze een van de hoofdrolspelers in de sitcom I'm with Her.

## Biografie
Polo werd geboren als dochter van Jane en Vincent Polo. Haar vader was een ontwerper van stereosystemen, en haar moeder was huisvrouw. Polo studeerde twaalf jaar lang ballet. Ze begon op haar vijfde, en op haar dertiende zat ze op New York's School of American Ballet. Op haar 17e won ze een modellenwedstrijd, waarna ze naar New York besloot te verhuizen om een acteercarrière na te streven.
Polo begon als actrice met een groot aantal bijrollen in series als The Practice, Felicity, Chicago Hope, Sports Night, Numb3rs, en Frasier. Polo's doorbraak op televisie kwam met TV 101. Tevens speelde ze in 1990 de rol van Christine Daae in de televisiefilm
The Phantom of the Opera. Verder werd ze een vast lid van de cast van Northern Exposure tijdens het laatste seizoen van deze serie. Daarna had ze gastrollen in het zesde en zevende seizoen van The West Wing.
Op filmgebied brak ze in 2000 door met Meet the Parents. In april 1997 trouwde Polo met fotograaf Anthony Moore. Samen kregen ze in 2002 een zoon, Griffin. In 2005 liep dit huwelijk stuk. Een jaar later ontmoette ze drummer Jamie Wollam (van de bands Avion, Venice en Drake Bell). In juli 2007 kregen zij samen een dochter, Bayley. Sinds april 2010 zijn ze verloofd.
In februari 2005 verscheen Polo op de cover van Playboy. Deze foto werd gelinkt aan de première van Meet the Fockers. In 2009 verscheen ze in de televisiefilm Expecting a Miracle, samen met Jason Priestley en Cheech Marin.
In 2010 vertolkt Polo haar rol uit Meet the Parents en Meet the Fockers nogmaals in de film Little Fockers.
Vanaf 2013 is ze te zien op abc family in de familie/tienerdrama The Fosters.

## Filmografie
- Biblioteca Nacional de España: XX1297459
- Bibliothèque nationale de France: cb14458532c (data)
- Gemeinsame Normdatei: 140912142
- International Standard Name Identifier: 0000 0000 7823 7906
- Library of Congress Control Number: no2002074560
- Nationale Bibliotheek van Tsjechië: xx0200765
- Nationale Bibliotheek van Israël: 987007449292305171
- Nationale Bibliotheek van Polen: a0000001257423
- Nederlandse Thesaurus van Auteursnamen: 345512219
- SNAC: w6jz19h8
- Virtual International Authority File: 74074936
- WorldCat: E39PBJwCX8qmyqfvFh9HfVmjmd